# Yomou
Yomou är en prefekturhuvudort i Guinea.   Den ligger i prefekturen Yomou och regionen Nzérékoré, i den södra delen av landet, 500 km öster om huvudstaden Conakry. Yomou ligger 379 meter över havet och antalet invånare är 3 614.